# Karlesberg

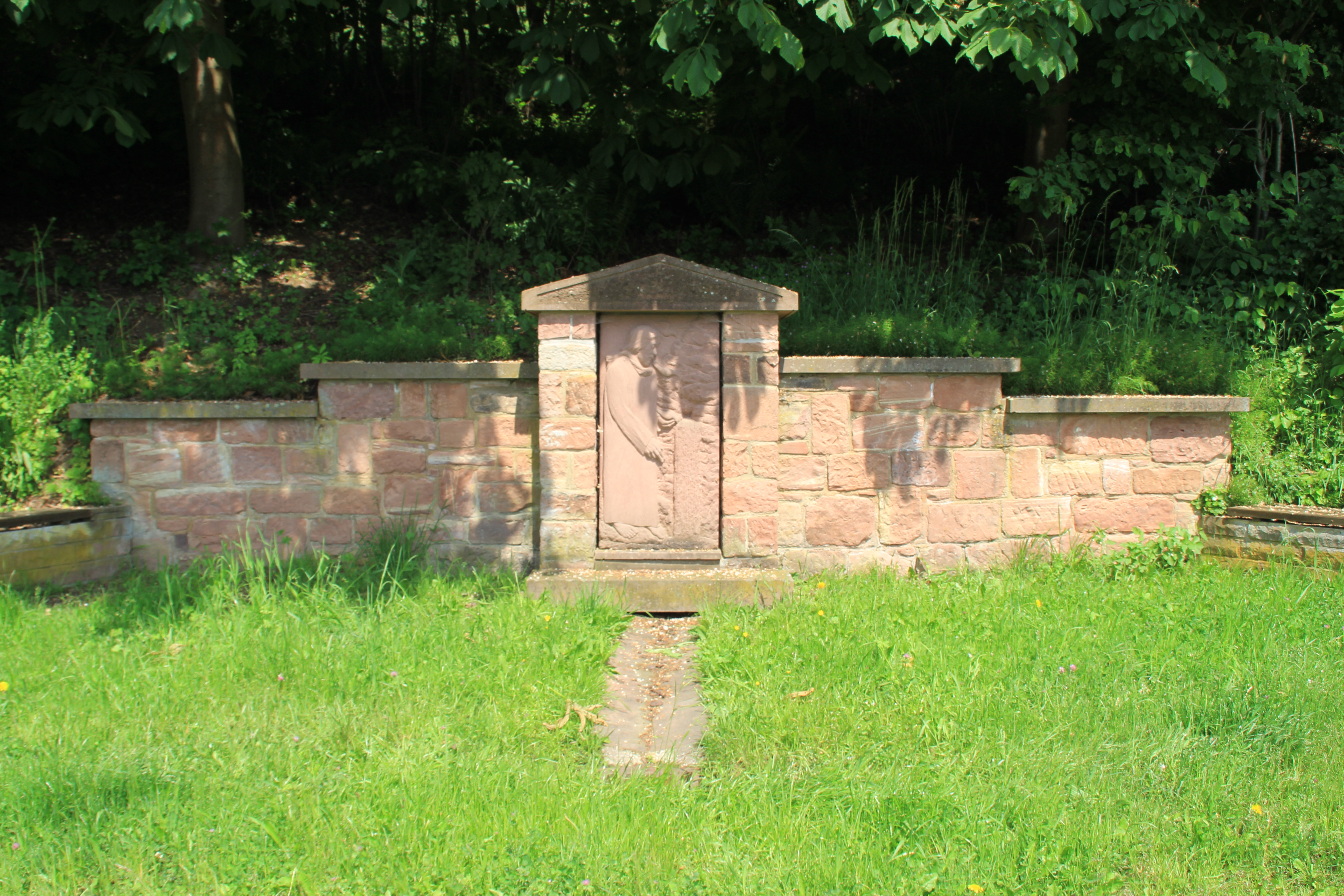
Die Antoniusquelle am Platz des früheren Dorfes

Karlesberg (historisch auch Carlsberg genannt) ist die Wüstung eines Dorfes im unterfränkischen Landkreis Aschaffenburg in Bayern. Sie liegt auf dem Gebiet der heutigen Marktgemeinde Mömbris. Karlsberg fiel im 19. Jahrhundert wüst. In verschiedenen älteren Statistiken wird die ehemalige Siedlung als eigener Ortsteil von Mömbris aufgeführt.

## Geographie
Das Dorf lag im mittleren Kahlgrund, etwa 350 Meter vom heutigen neuen Mömbriser Friedhof entfernt, zwischen den Ortschaften Rappach und Fronhofen unterhalb des Bauersberges (308 m). Die Wüstung liegt auf der Gemarkung von Mömbris. Dort befindet sich heute die Antoniusquelle, ein roter Sandsteinbrunnen.

## Geschichte

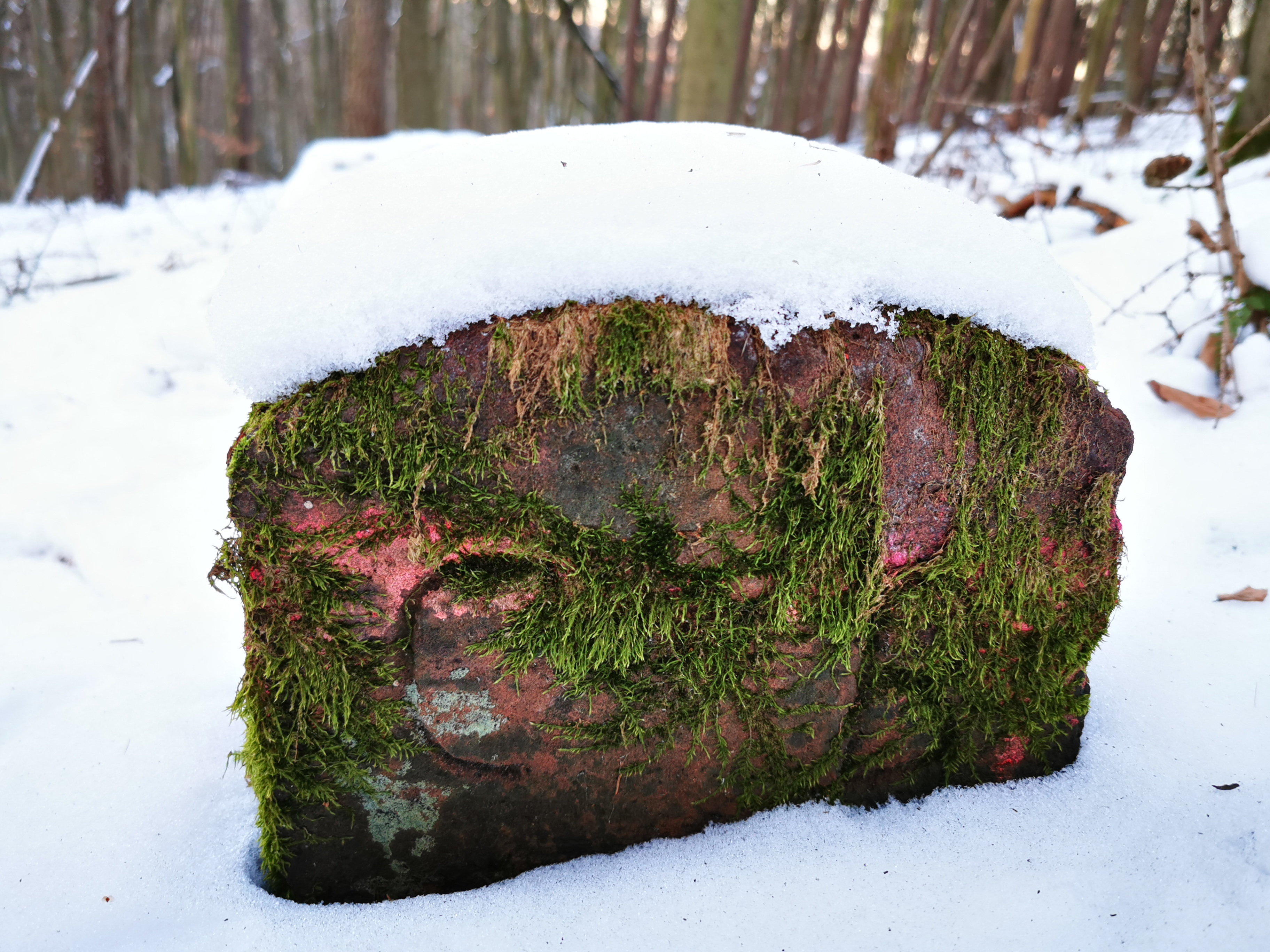
Ein Grenzstein mit der Inschrift CB (Carlsberg) in der Nähe des ehemaligen Dorfes

### Mittelalter
Die genaue Entstehungszeit von Karlesberg ist unklar, da keine Urkunden existieren, die die Gründung belegen. Allgemein wird von einer Gründung während der fränkischen Landnahme (8. bis 10. Jahrhundert) oder zur Zeit der Staufer (12./13. Jahrhundert) ausgegangen. Der Name der Ortschaft kommt entweder von Karl, in der Zeit des Mittelalters ein Synonym für einen freien Mann unter unmittelbarer Herrschaft des Königs oder von Kar-l, einer Bezeichnung für einen Sumpf oder eine Feuchtwiese. Im Mittelalter gehörte Karlesberg zum Gericht Mömbris, das wiederum Teil des Freigerichts Alzenau war. Das Freigericht war zwar reichsunmittelbar, aber das Reich verpfändete oder vergab das Gebiet immer wieder. So wechselten die Landesherren, zu denen die Herren und späteren Grafen von Hanau, die Herren von Randenburg und die Herren von Eppstein zählten.

### Frühe Neuzeit
Im Jahr 1500 belehnte der römisch-deutsche König Maximilian I. den Erzbischof von Mainz und den Grafen von Hanau-Münzenberg gemeinsam mit dem Freigericht, das sie nun als Kondominat verwalteten. Da im Freigericht auch zur Zeit des Kondominats die kirchliche Jurisdiktion bei den Erzbischöfen von Mainz verblieb, konnte sich die Reformation – im Gegensatz zur Grafschaft Hanau-Münzenberg – hier nicht durchsetzen. Karlesberg blieb römisch-katholisch. Noch vor 1633 verwaiste das noch zum Beginn des 17. Jahrhunderts besiedelte Karlesberg erstmals als Folge des Dreißigjährigen Krieges und der Pest und wurde zur Wüstung.

### Belgische Einwanderer
Wiederbelebt wurde Karlesberg dann Ende des 17. Jahrhunderts durch wallonische Einwanderer aus dem heutigen Dour im Hennegau unweit der Stadt Mons. Deren Nachfahren besiedelten in den folgenden Jahrhunderten die Nachbarorte und sind dort bis heute auch nach Aufgabe des Ortes Karlesberg zu finden Karlesberg blieb jedoch ein eher kleinerer Weiler und wies 1737 nur zwei Herdfeuer, also Wohnstätten von Großfamilien auf.
Mit Graf Johann Reinhard III. starb 1736 der letzte männlicher Vertreter des Hauses Hanau. Erbe des hanau-münzenberger Landesteils war aufgrund eines Vertrages der Landgraf von Hessen-Kassel. Ob sich sein Erbe auch auf den Hanauer Anteil an dem Kondominat erstreckte, war in den folgenden Jahren zwischen Kurmainz und Hessen-Kassel heftig umstritten. Der Streit endete in einem Kompromiss, dem „Partifikationsrezess“ von 1740, der eine Realteilung des Kondominats vorsah. Es dauerte allerdings bis 1748, bis der Vertrag umgesetzt war. Karlesberg fiel dadurch Kurmainz zu. Der Reichsdeputationshauptschluss des Jahres 1803 schlug Karlesberg der Landgrafschaft Hessen-Darmstadt zu, die es aber nur 13 Jahre behielt. Im Jahr 1816 trat das nunmehrige Großherzogtum Hessen das Amt an das Königreich Bayern ab. Seitdem liegt Karlesberg auf bayerischem Territorium.

### Vom Dorf zur Wüstung
Die meisten urkundlichen Erwähnungen des Dorfes stammen aus dem 17. bis ins 19. Jahrhundert. Ab dem 18. Jahrhundert ist es auch gesichert, dass es sich um eine Ortschaft und nicht nur um einen Einzelhof handelte. Für 1820 ist belegt, dass Karlesberg ein Melkplatz war, wo Vieh gemolken und getränkt wurde und auch Melker und Hirten ihre Behausung hatten. Auf einer Flurkarte von 1846 wird zumindest noch ein bewohntes Gebäude ausgewiesen, auch wenn hier bereits nicht mehr von einer Ortschaft die Rede ist. Zahlreiche Nachfahren der wallonischen Einwanderer lebten zu dieser Zeit bereits in Mömbris, Rappach, umliegenden Dörfern oder waren nach Amerika weiter gewandert. 
Der letzte Beleg für die Existenz des besiedelten Ortes stammt aus dem Jahr 1858. Wahrscheinlich wanderten die Bewohner ab, weil von der verfügbaren Ackerfläche ein guter Auskommen nicht zu erreichen war. Zwischen 1870 und 1913 wurde noch ein existentes Karlesberger Haus nach Mömbris verlegt und diente dort als Schnapsbrennerei. Um 1945 wurde von einem Wiesenbesitzer am Bauersberg die letzte noch bestehende Mauer abgebrochen. Die Straße Karlesberg in Fronhofen ist nach der Wüstung benannt, die Wallonenstraße in Rappach nach den Einwanderern, die das Dorf vom 17. bis zum 19. Jahrhundert besiedelt hatten. Am ehemaligen Ort der Siedlung befindet sich heute ein Brunnen, die Antoniusquelle.

## Weitere Wüstungen in der Region

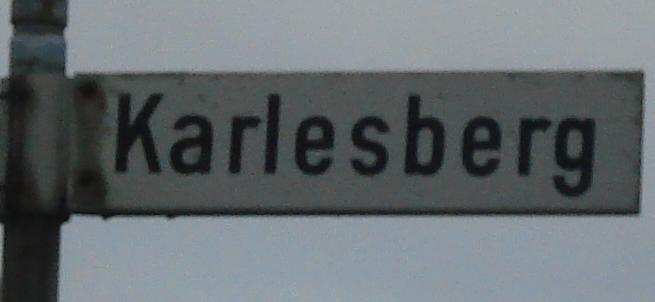
Ein Straßenname in Fronhofen erinnert an das verschwundene Dorf Karlesberg

| - Altdorf (bei Babenhausen) - Armansgesäß (bei Altenhaßlau) - Biebigheim (bei Wenigumstadt) - Bruchhausen (bei Hörstein) - Grubingen (bei Großheubach) - Hausen (bei Mömlingen) | - Hergeresfeld (bei Wirtheim) - Hildenhausen (bei Harreshausen) - Hüttenberg (bei Mensengesäß) - Langenbrücken (bei Babenhausen) - Das alte Nilkheim (bei Leider) - Prischoß (bei Alzenau) | - Das alte Ringheim (bei Großostheim) - Rothenberg (bei Niedersteinbach) - Ruchelnheim (bei Obernau) - Sadelbach (bei Feldkahl) - Wohnstadt (bei Brücken) - Zell (bei Zellhausen) |